# Мекленбург-Западна Померанија
Мекленбург-Западна Померанија или Мекленбург-Предња Померанија (глсрп. и длсрп. Mecklenburg-Pśedpomorska) је једна од немачких држава. Налази се на обали Балтичког мора. Од 16 немачких држава, шеста је по величина и четрнаеста по становништву.
Држава је успостављена 1945. након Другог светског рата спајањем историјских региона Мекленбурга и пруске Западне Помераније од стране совјетске војне администрације у Немачкој коју су окупирали савезници. Постала је део Немачке Демократске Републике 1949. године.
Име државе се у говорном језику често скраћује на Мек-Пом

## Географија
Географски, покрајина је део северне Немачке.
Мекленбург-Предња Померанија има око 1700 километара морске обале, од тога свега 350 километара према отвореном мору, јер је обала јако кривудава. Велика острва су Риген и Уседом. Велико полуострво је Фишланд-Дарс-Цингст.
Највећа језера Мириц и Шверинско језеро налазе се у Мекленбуршкој језерској области. Земљиште је равно, са мало брда, а највиши врх је висок 179 m.

## Историја
Након Другог светског рата и поновног уједињења Немачке 1990. године, држава је конституисана из историјског региона Мекленбурга и Западне Помераније, од којих су обе имале дугу независну историју. Две трећине државе чини историјска држава Мекленбург. Једну трећину чини део бивше Пруске под именом Западна/Предња Померанија.
Држава Мекленбург-Предња Померанија је настала 1945. унутар совјетске окупационе зоне у Немачкој. У оквиру регионалне реформе у Источној Немачкој 1952, покрајина је расформирана на три округа: Нојбранденбург, Росток и Шверин.
Године 1990, поново је успостављена држава Мекленбург-Предња Померанија, у нешто измењеним границама.

## Становништво
Мекленбург-Предња Померанија има најмању густину насељености од свих немачких држава. Једини већи град је Росток са близу 200.000 становника. Остали већи градови су Шверин (главни град државе) са 97.000 становника, заједничко подручје градова Штралзунд и Грајфсвалд са 112.000, и Нојбранденбург са 68.000 становника.

### Највећи градови
| Росток Шверин | 1.  | Росток         | 203.431 | Нојбранденбург Штралзунд |
| Росток Шверин | 2.  | Шверин         | 91.583  | Нојбранденбург Штралзунд |
| Росток Шверин | 3.  | Нојбранденбург | 63.437  | Нојбранденбург Штралзунд |
| Росток Шверин | 4.  | Штралзунд      | 57.301  | Нојбранденбург Штралзунд |
| Росток Шверин | 5.  | Грајфсвалд     | 56.445  | Нојбранденбург Штралзунд |
| Росток Шверин | 6.  | Визмар         | 42.219  | Нојбранденбург Штралзунд |
| Росток Шверин | 7.  | Гистров        | 28.540  | Нојбранденбург Штралзунд |
| Росток Шверин | 8.  | Варен          | 20.940  | Нојбранденбург Штралзунд |
| Росток Шверин | 9.  | Нојштрелиц     | 20.399  | Нојбранденбург Штралзунд |
| Росток Шверин | 10. | Пархим         | 17.129  | Нојбранденбург Штралзунд |

### Административна подела
Држава је подељена на 12 округа.
| 1. Бад Доберан 2. Демин 3. Гуштров 4. Лудвигслуст 5. Мекленбург-Штрелиц 6. Мириц | 1. Северна Западна-Померанија 2. Северозападни Мекленбург 3. Источна Западна-Померанија 4. Пархим 5. Риген 6. Икер-Рандов |

Уз то, постоји још 6 аутономних градова:
13 Грајфсвалд

14 Нојбранденбург

15 Росток

16 Шверин

17 Штралсунд

18 Визмар

## Привреда
Мекленбург-Предња Померанија је једна од привредно најмање развијених области Немачке. У неким окрузима стопа незапослености достиже 15-17 процената.
Најјаче привредне гране су пољопривреда и туризам. Туризам је нарочито значајан на обалама Западне Помераније. Традиционално је развијена лучка привреда. У држави постоје два универзитета, у Ростоку и Грајфсвалду, оба основана у 15. веку, који имају развојне програме у областима био-технологије и медицине.